# Anticoma cobbi
Anticoma cobbi är en rundmaskart som beskrevs av John Inglis 1964. Anticoma cobbi ingår i släktet Anticoma och familjen Anticomidae. Inga underarter finns listade i Catalogue of Life.